# Union Jack (personaggio)
Union Jack è un personaggio dei fumetti pubblicato dalla Marvel Comics.
La sua identità è stata assunta da tre differenti personaggi:
- James Montgomery, Lord Falsworth (Union Jack I);
- Brian Falsworth (Union Jack II);
- Joseph Chapman (Union Jack III).

## Biografia dei personaggi

### James Montgomery, Lord Falsworth

#### Parentele conosciute
1. William, Lord Falsworth (padre, deceduto)
2. Lady Falsworth (moglie, deceduta),
3. John Falsworth (Barone Sangue, fratello, deceduto),
4. Brian Falsworth (Union Jack II, figlio, deceduto),
5. Jacqueline Falsworth (Spitfire, figlia),
6. Lord Crichton (genero, deceduto),
7. Kenneth Crichton (Barone Sangue III, nipote, deceduto).

Union Jack era il nome adottato da Lord Montgomery Falsworth durante la prima guerra mondiale ed era dovuto al fatto che il costume del supereroe rappresentava la bandiera britannica. Durante la guerra si distinse in molte battaglie, soprattutto contro il Barone Sangue e l'Hellfire Club, sia operando da solo sia come membro di un gruppo chiamato Freedom's Five. Al termine del conflitto, Lord Falsworth abbandonò i panni del supereroe e ritornò a condurre una vita normale.
Durante la seconda guerra mondiale, dopo che la Torcia Umana aveva salvato la figlia di Lord Falsworth Jacqueline dal Barone Sangue, Montgomery decise di re-indossare le vesti di Union Jack per combattere al fianco degli Invasori. Proprio durante uno scontro con quest'ultimo, Union Jack scoprì che il nemico di sempre era in realtà suo fratello John. Nella battaglia finale col Barone, Lord Falsworth riuscì ad impalare il vampiro ad una stalagmite, ma a causa delle ferite riportate alle gambe, rimase paralizzato a vita. In seguito passò il costume di Union Jack a suo figlio Brian, il quale però morì in un incidente d'auto.
Parecchi decenni dopo, ai giorni nostri, a Londra cominciarono a manifestarsi numerosi omicidi in cui le vittime venivano dissanguate, e Lord Falsworth capì immediatamente che si trattava del reddivivo fratello, in qualche modo scampato alla morte; nessuno però gli credette, considerando le sue dichiarazioni come le farneticazioni di un anziano ormai poco lucido. Certo che si trattasse del fratello, Montgomery contattò negli Stati Uniti Steve Rogers, alias Capitan America, unico al mondo che gli avrebbe creduto. Le indagini di Cap diedero infine ragione al vecchio eroe di guerra, le cui già gravi condizioni di salute peggiorarono una volta saputa la notizia, che gli causò un brutto infarto. Montgomery disse al Capitano che l'unico modo per sconfiggere definitivamente un vampiro è quello di decapitarlo: quando Cap, aiutato da un amico del nipote di Falsworth, Joe Chapman (che erediterà il costume di Union Jack, diventando il terzo uomo a fregiarsi del titolo) affrontò il vampiro, fu costretto suo malgrado a seguire il consiglio, utilizzando il suo scudo. Infine, solo dopo essersi assicurato che il corpo del Barone Sangue fosse bruciato su una pira da Capitan America, Lord Falsworth morì sereno.

#### Cronologia dei fumetti
1. Invaders n. 7 (luglio 1976):[2] The blackout murders of Baron Blood! (prima edizione italiana: Union Jack, sull'albo Capitan America n. 126, Editoriale Corno);
2. Invaders n. 8 (settembre 1976):[2] Union Jack is back! (prima edizione italiana: Il ritorno dell'eroe, sull'albo Capitan America n. 126, Editoriale Corno);
3. Invaders n. 9 (ottobre 1976):[2] An Invader no more! (prima edizione italiana: Il tocco della morte, sull'albo Capitan America n. 127, Editoriale Corno);
4. Invaders n. 10 (novembre 1976): The wrath of the Reaper! (prima edizione italiana: Il destino in agguato, sull'albo Capitan America n. 127, Editoriale Corno);
5. Invaders n. 11 (dicembre 1976): Night of the Blue Bullet! (prima edizione italiana: Colpo mortale, sull'albo Capitan America n. 128 (30 ottobre 1978), Editoriale Corno);
6. Invaders n. 12 (gennaio 1977): To the Warsaw ghetto! (prima edizione italiana: Al ghetto di Varsavia, sull'albo Thor e Capitan America n. 198, Editoriale Corno);
7. Invaders n. 14 (marzo 1977): Calling... the Crusaders! (prima edizione italiana: Chiamate i Crociati!, sull'albo Thor e Capitan America n. 199, Editoriale Corno);
8. Invaders n. 15 (aprile 1977): God save the King! (prima edizione italiana: Dio salvi il re!, sull'albo Thor e Capitan America n. 201, Editoriale Corno);
9. Invaders n. 18 (luglio 1977): Enter: The mighty Destroyer (prima edizione italiana: Entra il potente Distruttore!, sull'albo Thor e Capitan America n. 204, Editoriale Corno);
10. Invaders n. 19 (agosto 1977):[2] War comes to the Wilhelmstrasse (prima edizione italiana: La guerra arriva a Wilhelmstrasse, sull'albo Thor e Capitan America n. 205, Editoriale Corno);
11. Invaders n. 21 (ottobre 1977):[2] The Battle of Berlin 2/2 (prima edizione italiana: La battaglia di Berlino: parte due!, sull'albo Thor e Capitan America n. 206, Editoriale Corno);
12. Invaders n. 22 (novembre 1977): The fire that died (prima edizione italiana: La morte del fuoco, sull'albo Thor e Capitan America n. 207, Editoriale Corno);
13. Invaders n. 23 (dicembre 1977): The scarab of the Nile (prima edizione italiana: Lo scarabeo del nilo!, sull'albo Thor e i Vendicatori n. 230, Editoriale Corno);
14. Invaders n. 26 (marzo 1978): Fighting side by side (prima edizione italiana: Panzer all'attacco!, sull'albo Thor e i Vendicatori n. 231, Editoriale Corno);
15. Invaders n. 34 (novembre 1978): He who destroys;
16. Invaders n. 41 (settembre 1979): Beware the Super-Axis;
17. Cable (seconda serie) n. 50 (gennaio 1998): The Hellfire Hunt 3/6: And he shall be called... man! (prima edizione italiana: E lo chiameranno... uomo!, sull'albo Marvel Mix n. 22, dicembre 1998, Star Comics);
18. X-Men: The Hellfire Club n. 3 (marzo 2000): For want of a soul;
19. Citizen V and the V-Battalion: The Everlasting n. 1 (marzo 2002): Time enough for living
20. Captain America (prima serie) n. 253 (gennaio 1981): Should old acquaintance be forgot (prima edizione italiana: Per non dimenticare i vecchi amici, sull'albo Capitan America & i Vendicatori n. 7 (luglio 1990), Star Comics);
21. Captain America (prima serie) n. 254 (febbraio 1981): Blood on the moors (prima edizione italiana: Sangue sulla brughiera, sull'albo Capitan America & i Vendicatori n. 8 (agosto 1990), Star Comics).

### Brian Falsworth

#### Parentele conosciute
1. William, Lord Falsworth (nonno, deceduto),
2. Montgomery, Lord Falsworth (Union Jack I, padre, deceduto),
3. Lady Falsworth (madre, deceduta),
4. John Falsworth (Barone Sangue, zio, deceduto),
5. Jacqueline Falsworth-Crichton (Spitfire, sorella),
6. Lord Crichton (cognato, deceduto), Kenneth Crichton (Barone Sangue III, nipote, deceduto).

Brian era figlio di Lord Montgomery Falsworth, che durante la prima guerra mondiale aveva indossato i panni di Union Jack. Nel 1938, scioccamente infatuato dalle idee naziste, insieme all'amico Roger Aubrey, Brian lasciò la Gran Bretagna e si trasferì in Germania. In seguito, delusi dai Nazisti, i due giovani furono arrestati proprio mentre cercavano di tornare in patria. In carcere Brian conobbe uno prof. Schimtt che era riuscito a trovare la formula per creare dei super-soldati dotati di forza e velocità sovrumane e che gli somministrò l'unico campione esistente. Il giovane riuscì ad evadere e adottò lo pseudonimo Keen Marlow, indossate le vesti del Distruttore, cominciò a combattere il nazismo da dietro le linee nemiche. Dopo essersi riconciliato col padre, quando Lord Montgomery perse l'uso delle gambe ne ereditò l'identità segreta di Union Jack e si schierò al fianco degli Invasori, passando invece il suo costume di Distruttore all'amico Aubrey, che come Dyna-Mite aveva militato fra i Crusaders (Crociati). Durante uno scontro con Thor (che era stato indotto con l'inganno ad appoggiare i nazisti), Brian fu colpito da un fulmine scaturito dal martello del supereroe: fortunatamente Thor ritrovò la ragione e lo guarì, lasciandogli come conseguenza dell'accaduto il potere di generare elettricità. Dopo la fine della guerra Brian entrò a fare parte della All-Winners Squad e del V-Battalion, fino a quando morì in un incidente automobilistico.

#### Cronologia dei fumetti
1. Invaders n. 18 (luglio 1977): Enter: The mighty Destroyer (prima edizione italiana: Entra il potente Distruttore!, sull'albo Thor e Capitan America n. 204, Editoriale Corno);
2. Invaders n. 19 (agosto 1977):[2] War comes to the Wilhelmstrasse (prima edizione italiana: La guerra arriva a Wilhelmstrasse, sull'albo Thor e Capitan America n. 205, Editoriale Corno);
3. Invaders n. 20 (settembre 1977): The Battle of Berlin 1/2 (prima edizione italiana: La battaglia di Berlino, sull'albo Thor e Capitan America n. 206, Editoriale Corno);
4. Invaders n. 21 (ottobre 1977):[2] The Battle of Berlin 2/2 (prima edizione italiana: La battaglia di Berlino: parte due!, sull'albo Thor e Capitan America n. 206, Editoriale Corno);
5. Invaders n. 22 (novembre 1977): The fire that died (prima edizione italiana: La morte del fuoco, sull'albo Thor e Capitan America n. 207, Editoriale Corno);
6. Invaders n. 23 (dicembre 1977): The scarab of the Nile (prima edizione italiana: Lo scarabeo del nilo!, sull'albo Thor e i Vendicatori n. 230, Editoriale Corno);
7. Invaders n. 25 (febbraio 1978): The power and the panzers (prima edizione italiana: Panzer all'attacco!, sull'albo Thor e i Vendicatori n. 231, Editoriale Corno);
8. Invaders n. 26 (marzo 1978): Day of infamy... day of shame (prima edizione italiana: Il giorno della vergogna, sull'albo Thor e i Vendicatori n. 232, Editoriale Corno);
9. Invaders n. 29 (giugno 1978): Attack of the Teutonic Knight;
10. Invaders n. 30 (luglio 1978): Five against the flying death;
11. Invaders n. 32 (settembre 1978):[2][3] Thunder in the east;
12. Invaders n. 33 (ottobre 1978): A time of titans;
13. Invaders n. 34 (novembre 1978): He who destroys;
14. Invaders n. 39 (aprile 1979): Back from the grave
15. Invaders n. 40 (maggio 1979): V... is for vampire;
16. Invaders n. 41 (giugno 1979): Beware the Super-Axis;
17. Marvel Universe n. 1 (giugno 1998): The spoils of war!, di Roger Stern (testi) e Steve Epting (disegni);
18. Saga of the Original Human Torch n. 2 (maggio 1990): The world on fire!, di Roy Thomas (testi) e Rich Buckler (disegni);
19. What if (prima serie) n. 4 (agosto 1977): What if the Invaders had stayed together after World War Two?;
20. The Saga of the Sub-Mariner n. 2 (dicembre 1988): Avenging son;
21. Citizen V and the V-Battalion n. 1 (giugno 2006): Voices shouting silently (FlashBack);
22. Citizen V and the V-Battalion: The Everlasting n. 1 (marzo 2002):[3] Time enough for living.

### Joseph Chapman
Joey Chapman era il miglior amico di Kenneth Crichton, figlio di Jacqueline Falsworth (Spitfire) e nipote di Lord Montgomery Falsworth, che durante la guerra aveva servito l'Inghilterra come Union Jack.
Mentre era in visita alla residenza Falsworth, si verificarono alcuni omicidi che in seguito si scoprì effettuati dal
Barone Sangue, tornato dalla tomba. Joey si offrì al posto di Kenneth per sostituire Lord Montgomery, ormai vecchio, invalido e colpito da un infarto, di indossare il costume di Union Jack per affiancare Capitan America nella lotta per distruggere il Barone Sangue. Dopo la vittoria, Lord Montgomery morì e lasciò il costume di Union Jack proprio a Joey. Egli continuò la lotta contro il male, fra cui anche contro la Baronessa Sangue, che aveva ucciso Kenneth Crichton, tramutandolo nel III Barone Sangue. Il nuovo Union Jack fece parte anche dei Cavalieri di Pendragon e dei New Invaders, aiutando all'occorrenza anche i servizi segreti inglesi. Per un breve periodo, Joey si legò sentimentalmente a Jacqueline Falsworth, che aveva riacquistato la giovinezza in seguito ad una trasfusione di sangue dalla Torcia Umana; i due hanno aiutato Capitan America e Sharon Carter, che si erano recati a Londra sulle orme del Soldato d'Inverno, a salvare la città dall'ennesimo complotto del Teschio Rosso.

## Altri media

### Cinema

#### Marvel Cinematic Universe
James Montgomery Falsworth è nel gruppo degli Howling Commando che appare in Captain America - Il primo Vendicatore, interpretato da JJ Feild.